# 키스 어번
키스 라이어널 어번(영어: Keith Lionel Urban, 1967년 10월 26일 ~ )은 오스트레일리아의 싱어송라이터, 음반 프로듀서이다.